# Ramat Yishay
Ramat Yishay (hebreiska: רמת ישי) är en ort i Israel.   Den ligger i distriktet Norra distriktet, i den norra delen av landet. Ramat Yishay ligger 98 meter över havet och antalet invånare är 5 431.
Terrängen runt Ramat Yishay är kuperad åt nordväst, men åt sydost är den platt. Runt Ramat Yishay är det ganska tätbefolkat, med 80 invånare per kvadratkilometer. Närmaste större samhälle är Migdal Ha‘Emeq, 7,2 km öster om Ramat Yishay. Trakten runt Ramat Yishay består till största delen av jordbruksmark.